# Phalacraea
Phalacraea, rod glavočika iz podtribusa Critoniinae, dio tribusa Eupatorieae.

## Opis
Rod Phalacraea uključuje 4 zeljaste vrste iz sjevernih Anda. Razlikuje se po plosnatom cvjetištu i dlakavim, bezpapusnim cipselama.

## Vrste
1. Phalacraea callitricha (B.L.Rob.) R.M.King & H.Rob.
2. Phalacraea ecuadorensis R.M.King & H.Rob.
3. Phalacraea latifolia DC.
4. Phalacraea longipetiolata (B.L.Rob.) R.M.King & H.Rob.

## Sinonimi
- Steleocodon Gilli; Feddes Repert. 94: 311 (1983)